# Фалун (тауншип, Миннесота)
Фалун (англ. Falun) — тауншип в округе Розо, Миннесота, США. На 2000 год его население составило 226 человек.

## География
По данным Бюро переписи населения США площадь тауншипа составляет 92,2 км², из которых 92,2 км² занимает суша, водоёмов нет.

## Демография
По данным переписи населения 2000 года здесь находились 226 человек, 96 домохозяйств и 67 семей.  Плотность населения —  2,5 чел./км².  На территории тауншипа расположено 108 построек со средней плотностью 1,2 построек на один квадратный километр. Расовый состав населения: 100,00 % белых.
Из 96 домохозяйств в 29,2 % воспитывались дети до 18 лет, в 59,4 % проживали супружеские пары, в 5,2 % проживали незамужние женщины и в 29,2 % домохозяйств проживали несемейные люди. 29,2 % домохозяйств состояли из одного человека, при том 10,4 % из — одиноких пожилых людей старше 65 лет. Средний размер домохозяйства — 2,35, а семьи — 2,82 человека.
24,8 % населения — младше 18 лет, 8,0 % — в возрасте от 18 до 24 лет, 27,0 % — от 25 до 44, 25,2 % — от 45 до 64, и 15,0 % — старше 65 лет. Средний возраст — 39 лет. На каждые 100 женщин приходилось 109,3 мужчин.  На каждые 100 женщин старше 18 приходилось 107,3 мужчин.
Средний годовой доход домохозяйства составлял 34 444 доллара, а средний годовой доход семьи —  36 250 долларов. Средний доход мужчин —  29 000  долларов, в то время как у женщин — 22 679. Доход на душу населения составил 16 702 доллара. За чертой бедности находились 3,8 % семей и 8,4 % всего населения тауншипа, из которых 16,9 % младше 18 лет.